# Lola Montez
 For alternative betydninger, se Lola Montez (sang).
Eliza Rosanna Gilbert, grevinde af Landsfeld  (født 17. februar 1821 i Grange i Irland, død 17. januar 1861 i New York City, USA), bedre kendt under kunstnernavnet Lola Montez, var en irsk danser og skuespiller, der blev berømt som en spansk danserinde, kurtisane og kong Ludwig I af Bayerns elskerinde. 
Via kongen fik hun stor politisk indflydelse. Kongen gjorde hende til grevinde af Landsfeld. Da regeringen ikke ville gå med til hendes udnævnelse, blev den afskediget af kongen. Ved begyndelsen af revolutionerne i 1848 i de tyske stater blev hun tvunget til at flygte. Hun fortsatte til USA via Østrig, Schweiz, Frankrig og London og vendte tilbage til sit arbejde som entertainer og foredragsholder.
Hun døde af syfilis som 39-årig i 1861 og blev begravet på Greenwood Cemetery i Brooklyn i New York City.
Det danske metalband Volbeat udgav en sang kaldet "Lola Montez" på deres album Outlaw Gentlemen & Shady Ladies fra 2013. Sangen omtaler  hendes erotiske Spider Dance og en episode med  Henry Seekamp.[kilde mangler]
| - Portrætter af Lola Montez - Lola Montez. Portræt af Joseph Heigel før 1840 - Lola Montez, 1845 af Jules Laure - Lola Montez. 1847 af Carl Buchner - Lola Montez, ca. 1848 af George Dury - Lola Montez, ca. 1860 af Antoine-Samuel Adam-Salomon |